# Juan Lamaglia y Sra.
Juan Lamaglia y Sra. è  un film argentino del 1970 diretto da Raúl de la Torre.

## Trama
L'imprenditore Juan Lamaglia trascorre le giornate tra il lavoro nel suo negozio, lo svago e le uscite con gli amici; sua moglie Ana, casalinga, passa il tempo a curare le piante ma conduce un'esistenza monotona e annoiata. La coppia ha un matrimonio piatto e infelice, caratterizzato da infedeltà da parte di entrambi i coniugi.

## Produzione
Opera prima di Raúl de la Torre, che fino a quel momento si era dedicato agli spot pubblicitari, rappresenta un film drammatico sulla crisi di una coppia benestante. Il regista, intervistato sul senso della pellicola, affermò: "Voglio distruggere l'immagine che possedere un'auto, un casa, un televisore e altre cose che rendono il comfort non costituisce la felicità".
Il film ebbe un ottimo riscontro di pubblico e critica, vinse una serie di importanti riconoscimenti e lanciò di fatto la carriera del regista.
Venne particolarmente ricordata, anche nei decenni successivi, la scena finale, che aveva per oggetto un episodio di violenza coniugale mentre in sottofondo veniva suonato il valzer Tres cosas hay en la vida di Rodolfo Sciammarella.

## Accoglienza
Clara Zappettini e Esteban D'Atri su Estudios sostennero che il film "dimostra una fluidità insolita, poiché siamo abituati alla situazione e agli stereotipi degli attori argentini", ne apprezzarono inquadrature e fotografia e conclusero che "rimarrà nella filmografia locale come un'opera di valore supportata dall'interpretazione di Pepe Soriano, dalla fotografia di Stagnaro, dalla sceneggiatura di de la Torre e H. Grossi (noto critico) e dalla promettente produzione del regista".

## Riconoscimenti
- 1971 - Condor d'argento
  - Miglior film
  - Candidatura al miglior attore a Pepe Soriano
  - Candidatura alla migliore attrice a Julia von Grolman
  - Migliore sceneggiatura originale a Raúl de la Torre e Héctor Grossi

- 1970 - Festival internazionale del cinema di Mar del Plata
  - Miglior film in castigliano
  - Premio speciale della giuria a Raúl de la Torre
  - Candidatura all'Astor d'oro al miglior film

- 1970 - Semana Internacional de Cine de Valladolid
  - Candidatura all'Espiga de Oro al miglior film